# 库哈特
库哈特是德国莱茵兰-普法尔茨州的一个市镇。总面积4.88平方公里，总人口1884人，其中男性930人，女性954人（2011年12月31日），人口密度386人/平方公里。